# NGC 437
NGC 437 è una galassia lenticolare situata nella costellazione dei Pesci.
Fu scoperta il 22 ottobre 1886 da Lewis Swift.